# EST St 42623–42722
Die zweiachsigen Flachwagen der Gattung St wurden erstmals 1886 in den bahneigenen Werkstätten der französischen Chemins de fer de l’Est (EST) in Mohon gebaut. Es entstanden 100 Wagen mit den Nummern 42623–42722. In späteren Jahren wurden weitere Serien dieser Bauart aufgelegt.
Das Fahrgestell war komplett aus Metall, der Boden bestand aus 50 mm dicken Eichenbohlen. Die 300 mm hohen Bordwände der Wagen konnten beidseitig jeweils in einer Länge von 3540 mm heruntergeklappt werden.
1900 zur Weltausstellung in Paris wurde der Wagen Nummer 43867 aus einer späteren baugleichen Serie ausgestellt (siehe: Liste von Eisenbahnwagen auf der Weltausstellung Paris 1900).